# Вальдман, Мария
Мария Вальдман (нем. Maria Waldmann; 19 ноября 1845 — 6 ноября 1920) — австрийская оперная исполнительница вокала меццо-сопрано, музыкальный педагог.

## Биография
Мария Вальдман родилась в 1845 году в Вене в 1845 году. Вокальному искусству обучалась у итальянского музыкального педагога Франческо Ламперти. В исполнении Вальдман звучали многие итальянские партии меццо-сопрано. В сентябре 1869 года совместно с Терезой Штольц Мария приняла участие в вокальной постановке Дона Карлоса в Триесте. Затем она исполняла оперные композиции в Москве и в Миланском театре Ла Скала, где пела партии Амнерис в опере Верди «Сила судьбы» и в европейской премьере «Аиды». Несмотря на изначальное нежелание композитора Джузеппе Верди доверить столь значимые партии юной Вальдман, в дальнейшем певица стала его любимой героиней Амнерис.
В 1874 году Верди пригласил Марию на роль меццо-сопрано в своем Реквиеме. Вальдман особенно ценил композитор из-за насыщенного нижнего регистра. Он использовал её высоту голоса для своего Liber scriptus, партия была исполнена с большим эффектом.
Мария Вальдман ушла из оперных постановок в раннем возрасте. В возрасте 31 года она завершила свою вокальную карьеру. Вышла замуж за герцога Галеаццо Массари. Семья совместно проживала в Палаццо Массари на Корсо Парто Маре в Ферраре. После выхода на пенсию Мария долгие годы дружила с Верди и его супругой. Почти до самой смерти Верди с композитором она переписывалась письмами.
В 1902 году умер супруг Марии Вальдман, а в 1920 году в возрасте 75 лет и сама певица скончалась в Ферраре.